# Calopteryx virgo
Calopteryx virgo là loài chuồn chuồn trong họ Calopterygidae. Loài này được Linnaeus mô tả khoa học đầu tiên năm 1758.
Chúng thường xuất hiện ở các khu vực có nước chảy nhanh.

## Phân loài
Các phân loài:
- Calopteryx virgo britannica Conci, 1952
- Calopteryx virgo festiva (Brullé, 1832)  (đông Địa Trung Hải) [4]
- Calopteryx virgo meridionalis Sélys, 1853 (tây Địa Trung Hải và tây nam nước Pháp) [4]
- Calopteryx virgo padana Conci, 1956 (bắc Italia) [5]
- Calopteryx virgo virgo (Linnaeus, 1758)

## Hình ảnh

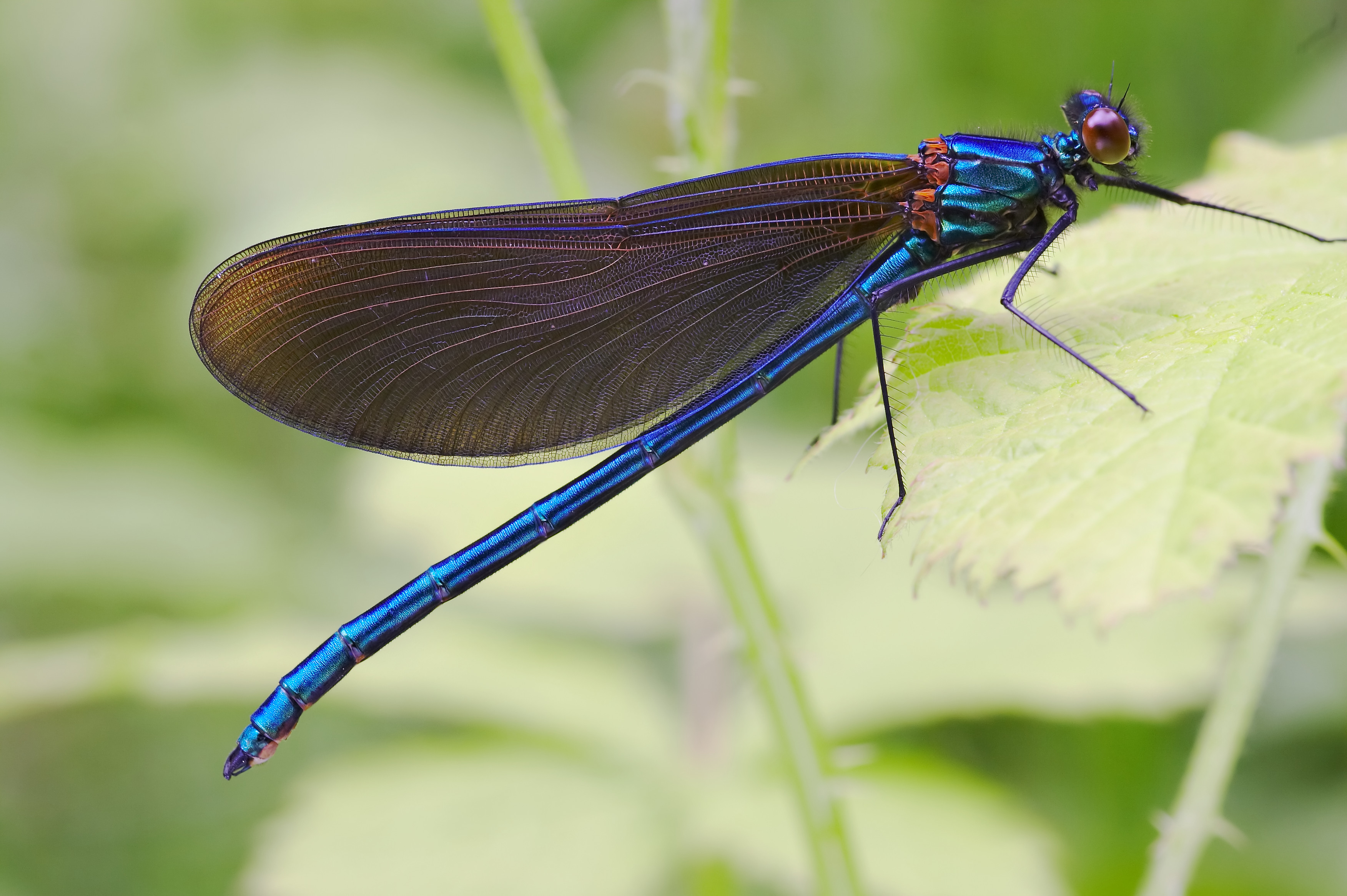
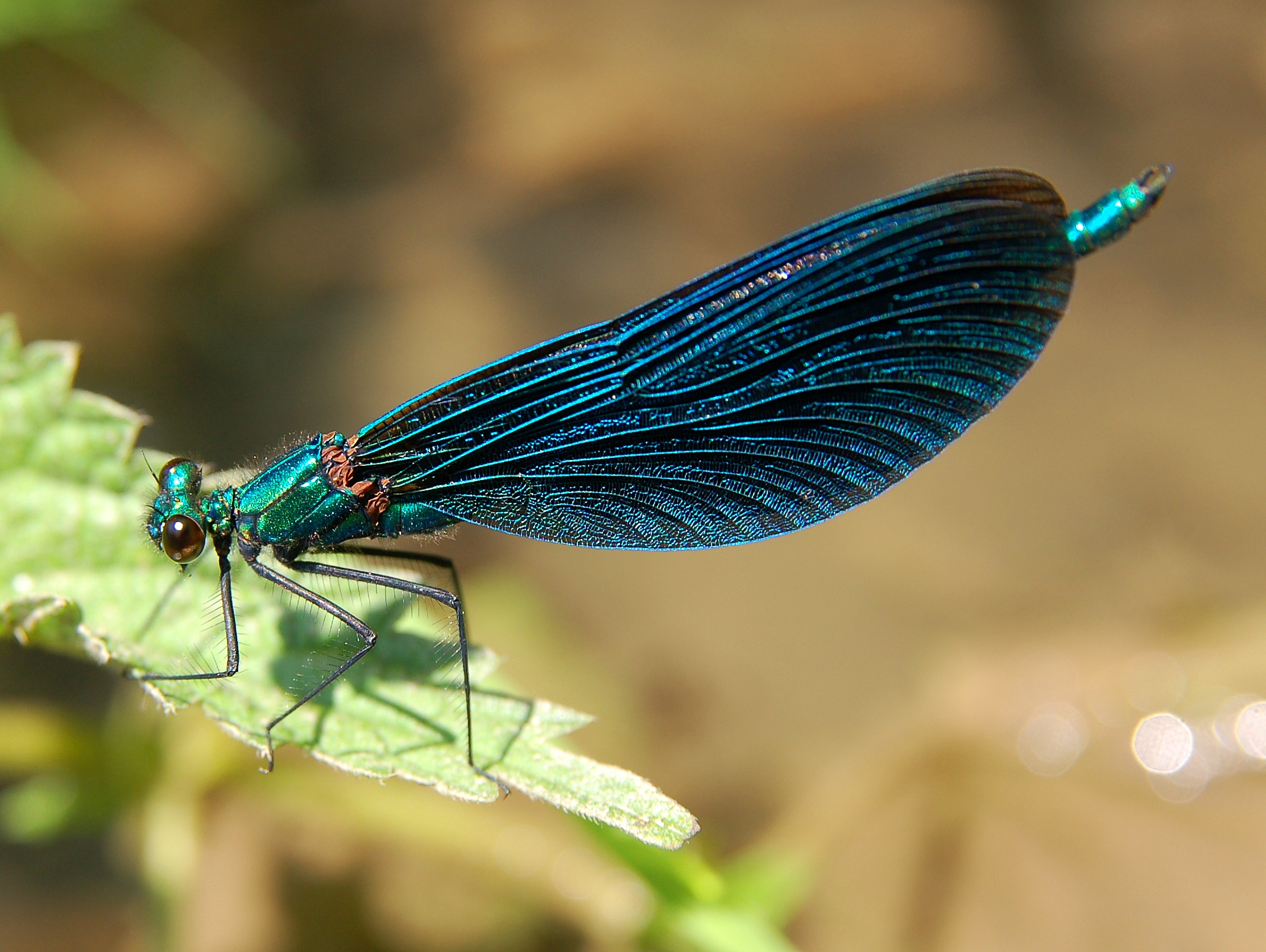
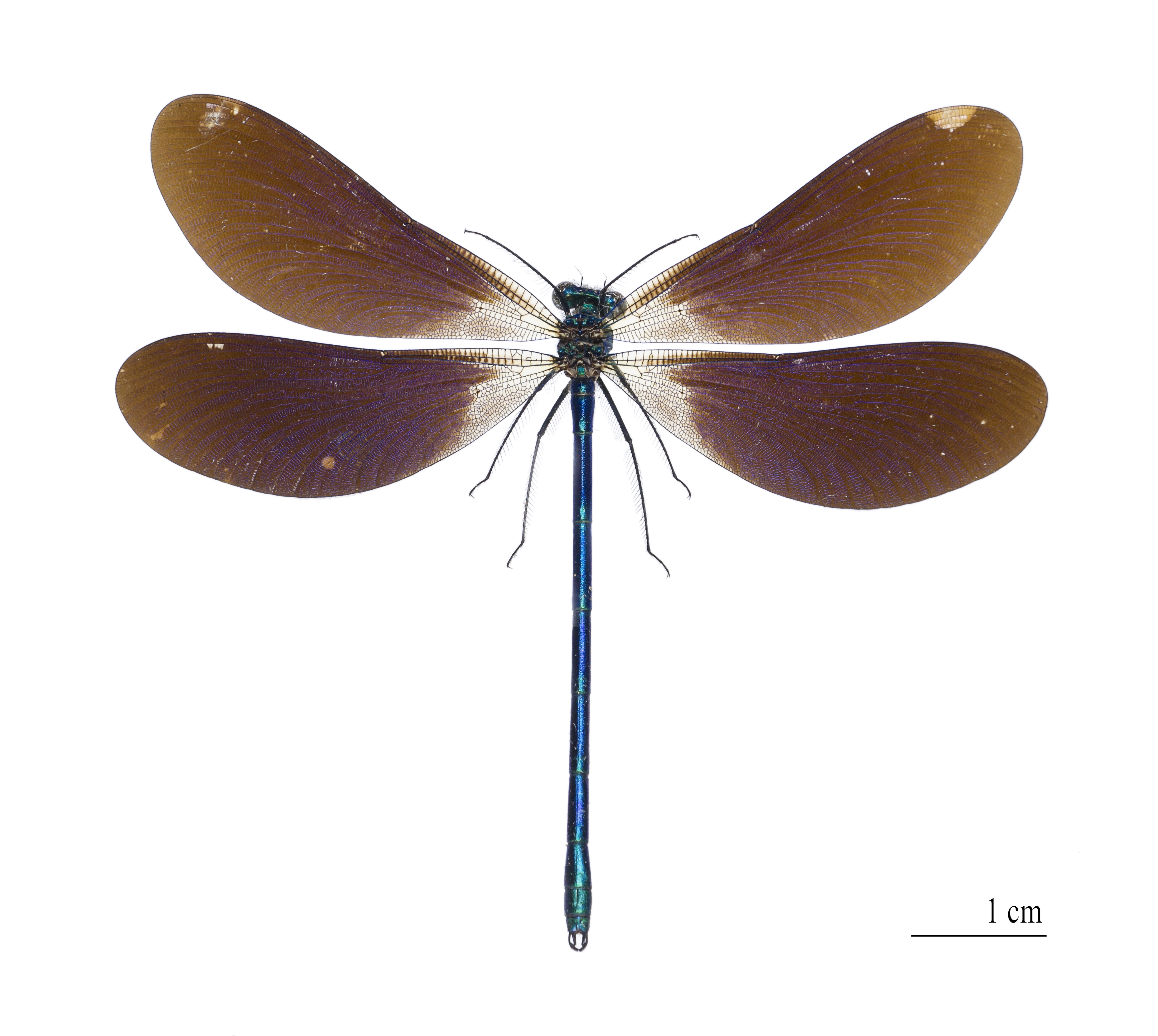
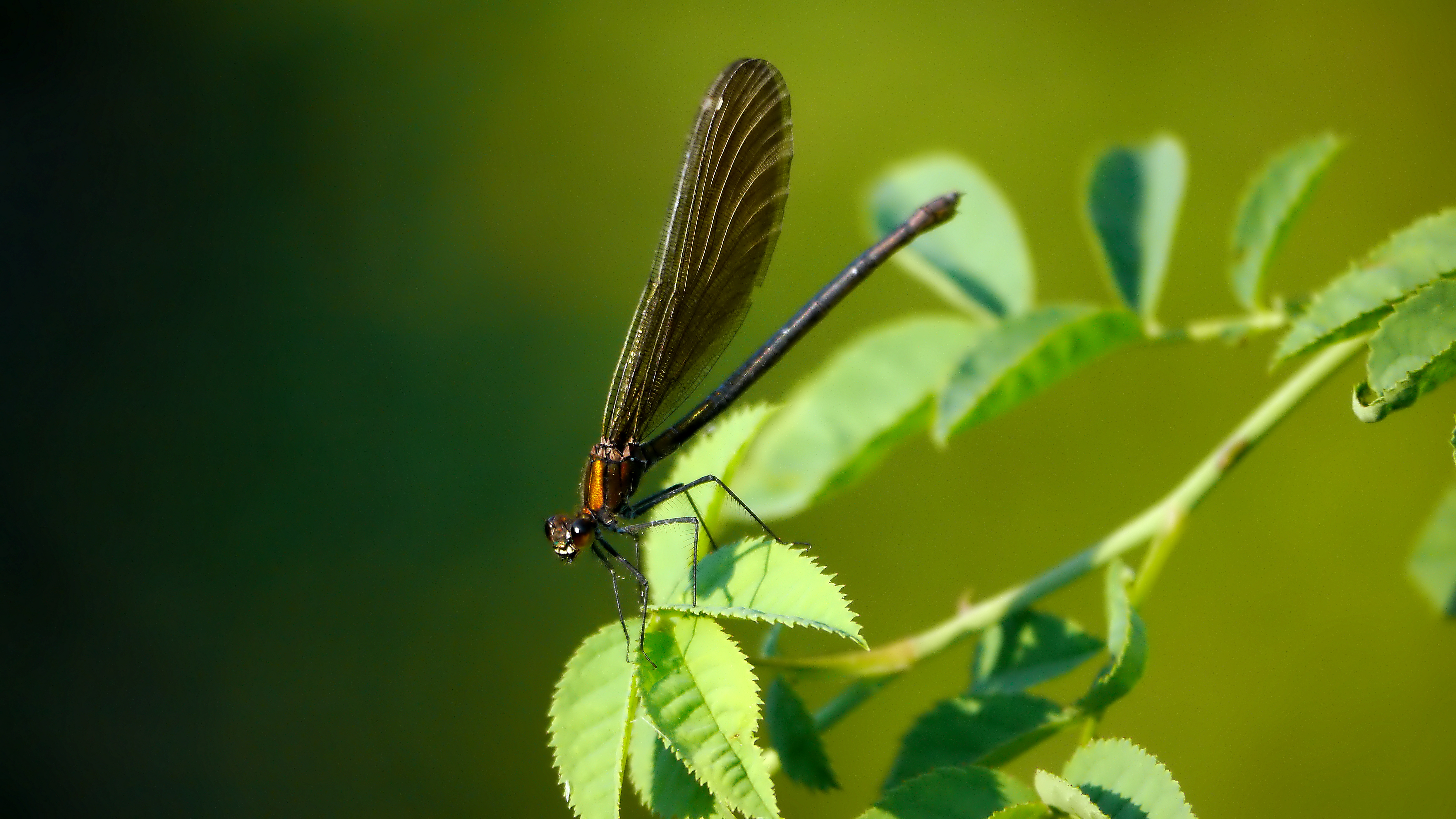
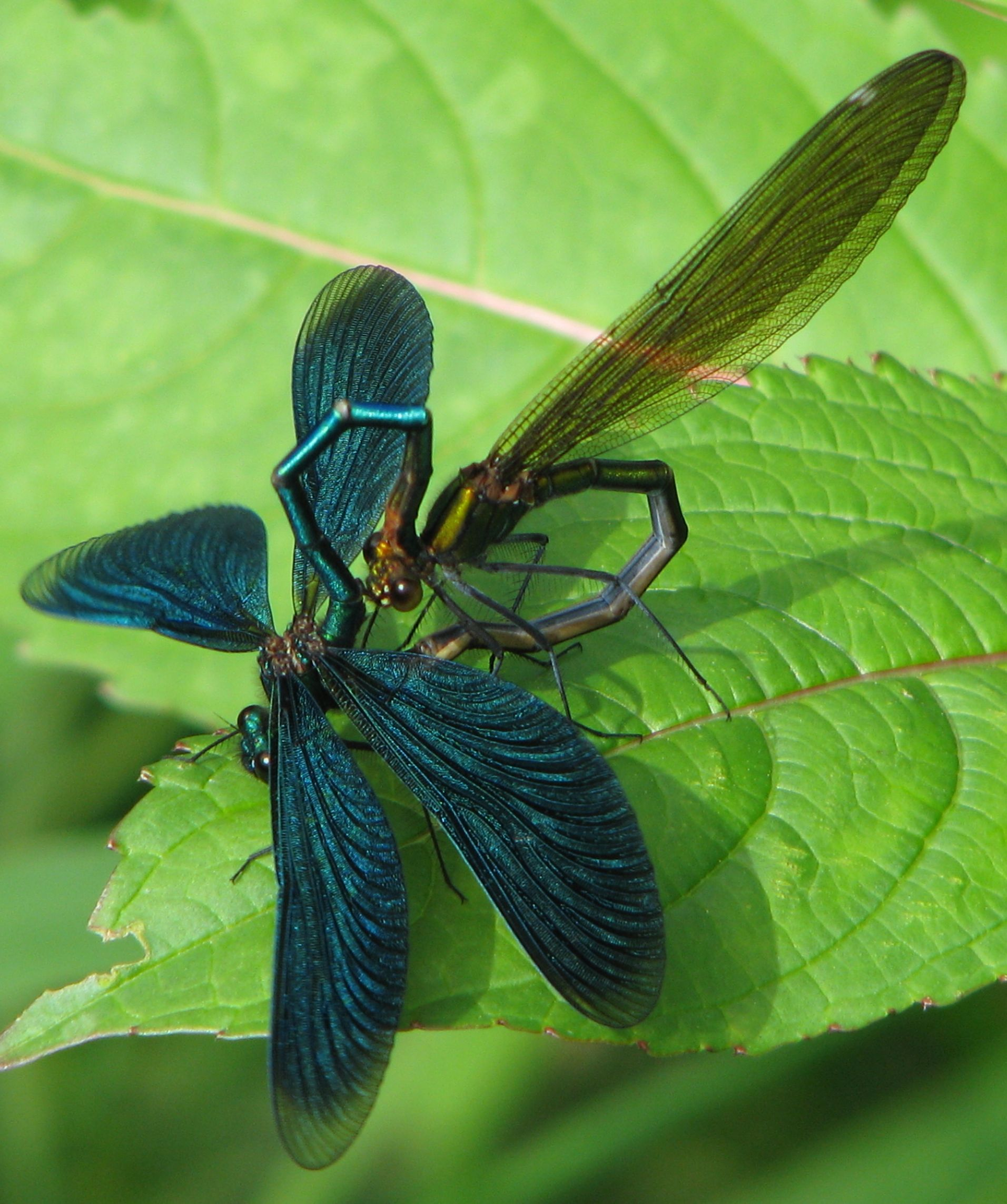